# Rusty Nail
Un Rusty Nail («clavo oxidado») es un cóctel elaborado con Drambuie y whisky escocés y 3 clavos de olor. La bebida se incluyó en los 100 mejores cócteles de la Guía de Difford.
Un Rusty Nail se puede servir en las rocas o neat en un vaso old fashioned, o up en un vaso martini. Lo más común es servirlo con hielo; a veces, un Rusty Nail sin hielo se llama Straight Up Nail.

## Variantes
Las versiones de la bebida se pueden hacer con cualquier alcohol añejo, aunque el whisky escocés mezclado es tradicional.
Otras variantes incluyen:
- Rusty Bob, que sustituye el whisky escocés por whisky Bourbon estadounidense.
- Rusty Ale, en el que se agrega un chupito de Drambuie a cualquier cerveza; se sirve sin hielo.
- Smoky Nail, que usa Islay whisky (sabor muy ahumado) en lugar de whisky escocés. También existe con el mismo nombre pero en español: Clavo Ahumado, usando mezcal en lugar de whisky escocés.[3]
- Railroad Spike, a menudo servido en el brunch y hecho con aproximadamente cuatro partes de café preparado en frío por una parte de Drambuie en un vaso de tubo con hielo (véase también, Anexo:Bebidas de café)
- El Donald Sutherland, que sustituye el whisky escocés con  whiskey de centeno, hecho en Canadá. Llamado así por el actor canadiense Donald Sutherland.[4]

## Historia
Según el historiador de cócteles David Wondrich, «el Rusty Nail tardó un tiempo en encontrar su apropiado lugar en el mundo». La combinación de drambuie, «el licor a base de whisky escocés más distinguido del mundo», y el whisky del que está hecho aparece por primera vez en 1937 en forma de B.I.F., atribuido a un tal F. Benniman y aparentemente llamado así por la British Industries Fair. Wondrich continúa señalando que «tomó una generación más o menos para que la bebida asumiera su nombre y forma clásicos, durante los cuales probó varias identidades. Aquí es un D&S ... hay un Little Club No. 1 (el Little Club es un tipo de junta bastante elegante en East Fifty-5th Street, muy frecuentado por los tipos de espectáculo); en los Clubes de Oficiales de la USAF en Tailandia y la República de Vietnam, es un Mig-21, mientras que en el medio oeste superior es un Knucklehead».
El coctelero y mixólogo Dale DeGroff señala, «el Rusty Nail a menudo se acredita a los camareros del Club 21 en Manhattan en algún momento a principios de la década de 1960».  El nombre del cóctel finalmente se consolidó en 1963, cuando Gina MacKinnon, la presidenta de la Drambuie Liqueur Company, le dio su respaldo al Rusty Nail en The New York Times.  DeGroff observa que a principios de la década de 1960 «los Rat Pack estaban enamorados de este cóctel, lo que pudo haber causado su gran popularidad en esos años».